# White Youth
White Youth er en amerikansk stumfilm fra 1920 af Norman Dawn.

## Medvirkende
- Edith Roberts som Aline Ann Belame
- Alfred Hollingsworth som Gen. Belame
- Thomas Jefferson som Frangois Cayetane
- Arnold Gray som Burton Striker
- Hattie Peters som Calalou
- Lucas C. Luke
- Joseph Belmont som Le Moyne
- Phyllis Allen som Le Moyne
- Olga D. Mojean som La Roche
- Sam Konnella som Pierre
- Alida B. Jones som Martin
- Gertrude Pedlar som Superior